# Joel Ward
Joel Ward (Emsworth, 29 ottobre 1989) è un calciatore inglese, difensore del Crystal Palace.

## Carriera
Fa il suo debutto in Premier League il 14 aprile 2010, giocando per intero la partita contro il Wigan terminata 0-0. Successivamente prende parte anche alla partita contro l'Aston Villa del 18 aprile (1-2), entrando in campo all'80', mentre il 1º maggio disputa il secondo tempo contro il Wolverhampton (3-1).

## Statistiche

### Presenze e reti nei club
Statistiche aggiornate al 1º gennaio 2022.
| Stagione              | Squadra               | Campionato            | Campionato | Campionato | Coppe nazionali | Coppe nazionali | Coppe nazionali | Coppe continentali | Coppe continentali | Coppe continentali | Altre coppe | Altre coppe | Altre coppe | Totale | Totale |
| Stagione              | Squadra               | Comp                  | Pres       | Reti       | Comp            | Pres            | Reti            | Comp               | Pres               | Reti               | Comp        | Pres        | Reti        | Pres   | Reti   |
| --------------------- | --------------------- | --------------------- | ---------- | ---------- | --------------- | --------------- | --------------- | ------------------ | ------------------ | ------------------ | ----------- | ----------- | ----------- | ------ | ------ |
| 2008-2009             | Bournemouth           | FL2                   | 21         | 1          | FACup+CdL       | 2+1             | 0               | -                  | -                  | -                  | -           | -           | -           | 24     | 1      |
| 2009-2010             | Portsmouth            | PL                    | 3          | 0          | FACup+CdL       | 0+1             | 0               | -                  | -                  | -                  | -           | -           | -           | 4      | 0      |
| 2010-2011             | Portsmouth            | FLC                   | 42         | 3          | FACup+CdL       | 1+3             | 0               | -                  | -                  | -                  | -           | -           | -           | 46     | 3      |
| 2011-2012             | Portsmouth            | FLC                   | 44         | 3          | FACup+CdL       | 1+1             | 0               | -                  | -                  | -                  | -           | -           | -           | 46     | 3      |
| Totale Portsmouth     | Totale Portsmouth     | Totale Portsmouth     | 89         | 6          |                 | 7               | 0               |                    | -                  | -                  |             | -           | -           | 96     | 6      |
| 2012-2013             | Crystal Palace        | FLC                   | 25+3       | 0          | FACup+CdL       | 0+2             | 0               | -                  | -                  | -                  | -           | -           | -           | 30     | 0      |
| 2013-2014             | Crystal Palace        | PL                    | 36         | 0          | FACup+CdL       | 0+0             | 0               | -                  | -                  | -                  | -           | -           | -           | 36     | 0      |
| 2014-2015             | Crystal Palace        | PL                    | 37         | 1          | FACup+CdL       | 3+0             | 0               | -                  | -                  | -                  | -           | -           | -           | 40     | 1      |
| 2015-2016             | Crystal Palace        | PL                    | 30         | 2          | FACup+CdL       | 6+2             | 1+0             | -                  | -                  | -                  | -           | -           | -           | 38     | 3      |
| 2016-2017             | Crystal Palace        | PL                    | 38         | 0          | FACup+CdL       | 3+1             | 0               | -                  | -                  | -                  | -           | -           | -           | 42     | 0      |
| 2017-2018             | Crystal Palace        | PL                    | 19         | 0          | FACup+CdL       | 0+1             | 0               | -                  | -                  | -                  | -           | -           | -           | 20     | 0      |
| 2018-2019             | Crystal Palace        | PL                    | 7          | 1          | FACup+CdL       | 3+2             | 0               | -                  | -                  | -                  | -           | -           | -           | 12     | 1      |
| 2019-2020             | Crystal Palace        | PL                    | 29         | 0          | FACup+CdL       | 0+0             | 0               | -                  | -                  | -                  | -           | -           | -           | 29     | 0      |
| 2020-2021             | Crystal Palace        | PL                    | 26         | 0          | FACup+CdL       | 0+0             | 0               | -                  | -                  | -                  | -           | -           | -           | 26     | 0      |
| 2021-2022             | Crystal Palace        | PL                    | 28         | 0          | FACup+CdL       | 3+1             | 0               | -                  | -                  | -                  | -           | -           | -           | 32     | 0      |
| 2022-2023             | Crystal Palace        | PL                    | 28         | 1          | FACup+CdL       | 1+1             | 0+0             | -                  | -                  | -                  | -           | -           | -           | 30     | 1      |
| 2023-2024             | Crystal Palace        | PL                    | 16         | 0          | FACup+CdL       | 0+0             | 0+0             | -                  | -                  | -                  | -           | -           | -           | 16     | 0      |
| Totale Crystal Palace | Totale Crystal Palace | Totale Crystal Palace | 319+3      | 5+0        |                 | 29              | 1               |                    | -                  | -                  |             | -           | -           | 351    | 6      |
| Totale carriera       | Totale carriera       | Totale carriera       | 427        | 12+0       |                 | 39              | 1               |                    | -                  | -                  |             | -           | -           | 471    | 13     |

## Palmarès

### Club

#### Competizioni nazionali
- Coppa d'Inghilterra: 1

Crystal Palace: 2024-2025
- Community Shield: 1

Crystal Palace:2025